# Festival Internacional de Cine de Venecia de 2019
La 76ª Mostra de Venecia tuvo lugar del 28 de agosto al 7 de septiembre de 2019. La directora argentina Lucrecia Martel fue designada Presidenta del jurado. La Vérité, dirigida por Hirokazu Kore-eda fue seleccionada para abrir el festival. El León de Oro fue adjudicada a Joker, dirigida por Todd Phillips.

## Jurado

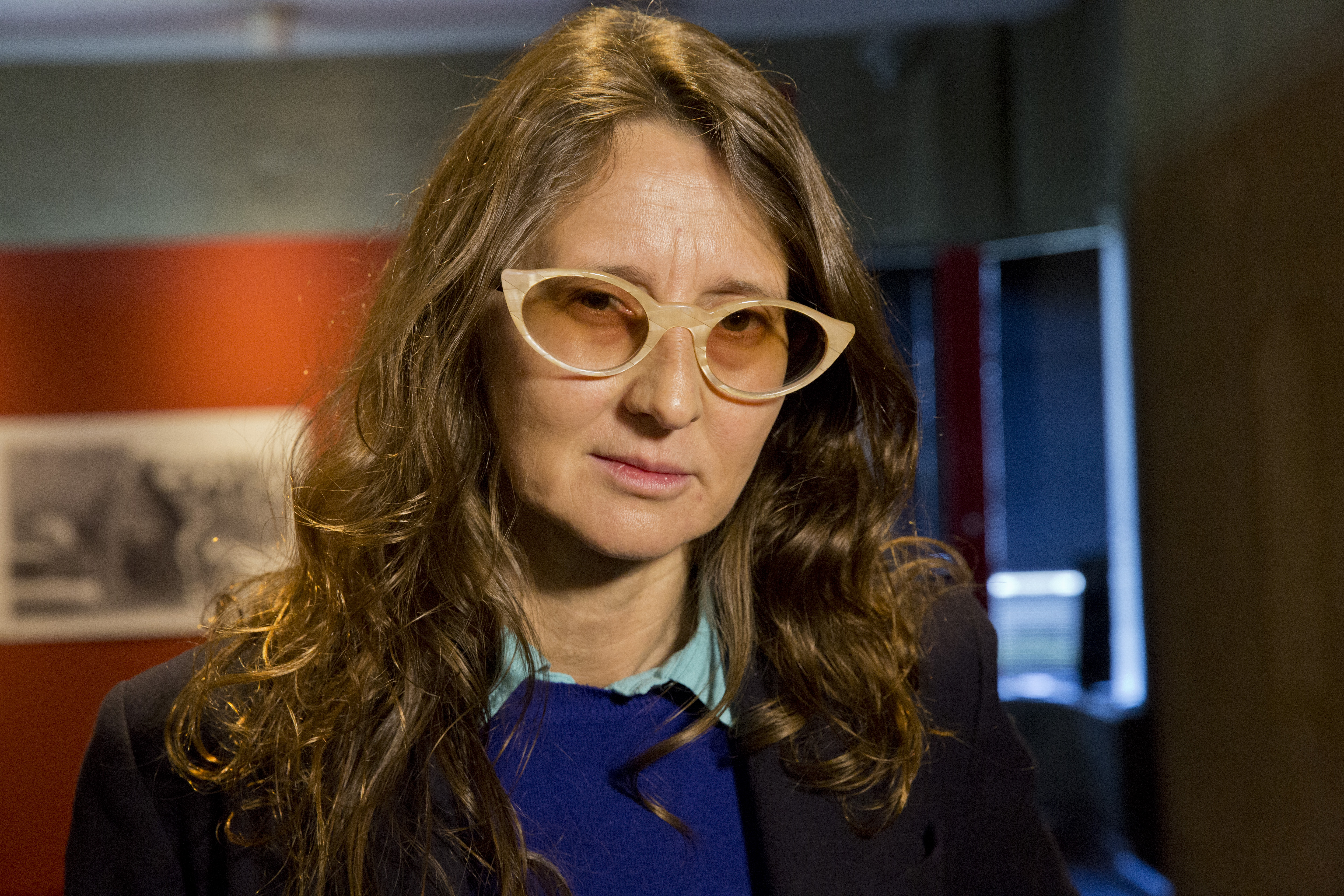
Lucrecia Martel, presidenta del jurado

Las siguientes personas fueron nombradas para formar parte del jurado de la competición principal en la edición de 2019:
- Lucrecia Martel, directora y guionista (Presidenta del jurado)[2]
- Piers Handling, historiador de cine y director del Festival Internacional de Cine de Toronto
- Mary Harron, director
- Stacy Martin, actriz
- Rodrigo Prieto, cinematógrafo
- Shinya Tsukamoto, director y actor
- Paolo Virzì, director y guionista

Horizontes (Orizzonti)
- Susanna Nicchiarelli, director y guionista (Presidente del jurado)
- Mark Adams, director artístico del Festival Internacional de Edimburgo
- Rachid Bouchareb, cineasta
- Álvaro Brechner, cineasta
- Eva Sangiorgi, director artístico

Luigi De Laurentiis
- Emir Kusturica, director, guionista y actor (Presidente del jurado)
- Antonietta De Lillo, director y guionista
- Hend Sabry, actriz
- Michael J. Werner, productor ejecutivo
- Terence Nance, cineasta

Venice Virtual Reality
- Laurie Anderson, compositor, artista y director (Presidente del jurado)
- Francesco Carrozzini, fotógrafo
- Alysha Naples, diseñador

Venice Clásicos
- Costanza Quatriglio, director y guionista

## Selección oficial

### En Competición
Las siguientes películas fueron seleccionadas para la competición principal:
| Título español                         | Título original                        | Director(es)      | País de producción           |
| -------------------------------------- | -------------------------------------- | ----------------- | ---------------------------- |
| About Endlessness                      | Om det oändliga                        | Roy Andersson     | Suecia, Alemania, Noruega    |
| Ad Astra                               | Ad Astra                               | James Gray        | EE. UU.                      |
| Babyteeth                              | Babyteeth                              | Shannon Murphy    | Australia                    |
| Ema                                    | Ema                                    | Pablo Larraín     | Chile                        |
| Gloria Mundi                           | Gloria Mundi                           | Robert Guédiguian | Francia                      |
| Guest of Honour                        | Guest of Honour                        | Atom Egoyan       | Canadá                       |
| A Herdade                              | A Herdade                              | Tiago Guedes      | Portugal, Francia            |
| Joker                                  | Joker                                  | Todd Phillips     | EE. UU.                      |
| La lavandería                          | The Laundromat                         | Steven Soderbergh | EE. UU.                      |
| La mafia non è più quella di una volta | La mafia non è più quella di una volta | Franco Maresco    | Italia                       |
| Historia de un matrimonio              | Marriage Story                         | Noah Baumbach     | EE. UU.                      |
| Martin Eden                            | Martin Eden                            | Pietro Marcello   | Italia, Francia              |
| Il sindaco del Rione Sanità            | Il sindaco del Rione Sanità            | Mario Martone     | Italia                       |
| No.7 Cherry Lane                       | Jì yuán tái qī hào (繼園臺七號)        | Yonfan            | Hong Kong, China             |
| El oficial y el espía                  | J'accuse                               | Roman Polanski    | Francia                      |
| El pájaro pintado                      | Nabarvené ptáče                        | Václav Marhoul    | Chequia, Eslovaquia, Ucrania |
| The Perfect Candidate                  | The Perfect Candidate                  | Haifaa al-Mansour | Arabia Saudita, Alemania     |
| Saturday Fiction                       | Lán xīn dà jùyuàn (兰心大剧院)         | Lou Ye            | China                        |
| La vérité                              | La vérité                              | Hirokazu Kore-eda | Japón, Francia               |
| Waiting for the Barbarians             | Waiting for the Barbarians             | Ciro Guerra       | Italia, EE. UU.              |
| Wasp Network                           | Wasp Network                           | Olivier Assayas   | Francia, Brasil              |

### Fuera de Competición
Las películas siguientes estuvieron seleccionadas para ser proyectadas fuera de competición:

#### Ficción
| Título español           | Título original          | Director(es)             | País de producción   |
| ------------------------ | ------------------------ | ------------------------ | -------------------- |
| Adults in the Room       | Adults in the Room       | Costa-Gavras             | Francia, Grecia      |
| The Burnt Orange Heresy  | The Burnt Orange Heresy  | Giuseppe Capotondi       | Reino Unido, Italia  |
| El rey                   | El rey                   | David Michôd             | Reino Unido, Hungría |
| Mosul                    | Mosul                    | Matthew Michael Carnahan | EE. UU.              |
| Seberg                   | Seberg                   | Benedict Andrews         | EE. UU., Reino Unido |
| Vivere                   | Vivere                   | Francesca Archibugi      | Italia               |
| Tutto il mio folle amore | Tutto il mio folle amore | Gabriele Salvatores      | Italia               |

#### No ficción
| Título español                                         | Título original                                        | Director(es)                           | País de producción     |
| ------------------------------------------------------ | ------------------------------------------------------ | -------------------------------------- | ---------------------- |
| 45 Seconds of Laughter                                 | 45 Seconds of Laughter                                 | Tim Robbins                            | EE. UU.                |
| Citizen K                                              | Citizen K                                              | Alex Gibney                            | Reino Unido, EE. UU.   |
| Citizen Rosi                                           | Citizen Rosi                                           | Didi Gnocchi, Carolina Rosi            | Italia                 |
| Collective                                             | Colectiv                                               | Alexander Nanau                        | Rumanía, Luxemburgo    |
| I diari di Angela - Noi due cineasti. Capitolo secondo | I diari di Angela - Noi due cineasti. Capitolo secondo | Yervant Gianikian, Angela Ricci Lucchi | Italia                 |
| The Kingmaker                                          | The Kingmaker                                          | Lauren Greenfield                      | EE. UU.                |
| Il pianeta in mare                                     | Il pianeta in mare                                     | Andrea Segre                           | Italia                 |
| Roger Waters: Us + Them                                | Roger Waters: Us + Them                                | Roger Waters                           | Reino Unido            |
| State Funeral                                          | State Funeral                                          | Sergei Loznitsa                        | Países Bajos, Lituania |
| Woman                                                  | Woman                                                  | Yann Arthus-Bertrand, Anastasia Mikova | Francia                |

#### Eventos especiales
| Título español                                         | Título original                                        | Director(es)          | País de producción         |
| ------------------------------------------------------ | ------------------------------------------------------ | --------------------- | -------------------------- |
| Electric Swan                                          | Electric Swan                                          | Konstantina Kotzamani | Francia, Grecia, Argentina |
| Eyes Wide Shut                                         | Eyes Wide Shut                                         | Stanley Kubrick       | Reino Unido, EE. UU.       |
| Irréversible - Inversion intégrale                     | Irréversible - Inversion intégrale                     | Gaspar Noé            | Francia                    |
| Never Just a Dream: Stanley Kubrick and Eyes Wide Shut | Never Just a Dream: Stanley Kubrick and Eyes Wide Shut | Matt Wells            | Reino Unido                |
| The New Pope (episodes 2 and 7)                        | The New Pope (episodes 2 and 7)                        | Paolo Sorrentino      | Italia, Francia, España    |
| No One Left Behind                                     | No One Left Behind                                     | Guillermo Arriaga     | México                     |
| ZeroZeroZero (episodes 1 and 2)                        | ZeroZeroZero (episodes 1 and 2)                        | Stefano Sollima       | Italia                     |

### Horizontes
Las siguientes películas estuvieron seleccionadas para la sección Horizontes (Orizzonti):

#### Largometrajes
| Título español       | Título original                  | Director(es)            | País de producción               |
| -------------------- | -------------------------------- | ----------------------- | -------------------------------- |
| Atlantis             | Atlantis                         | Valentyn Vasyanovych    | Ucrania                          |
| Balloon              | Qìqiú (气球)                     | Pema Tseden             | China                            |
| Un fils              | Un fils                          | Mehdi M. Barsaoui       | Túnez, Francia, Líbano, Catar    |
| Blanco en blanco     | Blanco en blanco                 | Théo Court              | España, Chile, Francia, Alemania |
| The Criminal Man     | Borotmokmedi (ბოროტმოქმედი)      | Dmitry Mamuliya         | Georgia, Rusia                   |
| Giants Being Lonely  | Giants Being Lonely              | Grear Patterson         | EE. UU.                          |
| Hava, Maryam, Ayesha | Hava, Maryam, Ayesha             | Sahraa Karimi           | Afganistán                       |
| Just 6.5             | Metri shisho nim (متری شش و نیم) | Saeed Roustayi          | Irán                             |
| Madre                | Madre                            | Rodrigo Sorogoyen       | España, Francia                  |
| My Days of Glory     | Mes jours de gloire              | Antoine de Bary         | Francia                          |
| Moffie               | Moffie                           | Oliver Hermanus         | Sudáfrica                        |
| Nevia                | Nevia                            | Nunzia De Stefano       | Italia                           |
| de                   | Pelikanblut                      | Katrin Gebbe            | Alemania, Bulgaria               |
| Revenir              | Revenir                          | Jessica Palud           | Francia                          |
| Rialto               | Rialto                           | Peter Mackie Burns      | Irlanda                          |
| Shadow of Water      | Chola (ചോല)                       | Sanal Kumar Sasidharan  | India                            |
| Sole                 | Sole                             | Carlo Sironi            | Italia                           |
| Verdict              | Verdict                          | Raymund Ribay Gutierrez | Filipinas                        |
| Zumiriki             | Zumiriki                         | Óskar Alegría           | España                           |

#### Cortometrajes
| Título español /inglés                  | Título original                                | Director(es)                   | País de producción          |
| --------------------------------------- | ---------------------------------------------- | ------------------------------ | --------------------------- |
| After Two Hours, Ten Minutes Had Passed | Nach zwei Stunden waren zehn Minuten vergangen | Steffen Goldkamp               | Alemania                    |
| Austral Fever                           | Fiebre austral                                 | Thomas Woodroffe               | Chile                       |
| Darling                                 | Darling                                        | Saim Sadiq                     | Pakistán, EE. UU.           |
| Delphine                                | Delphine                                       | Chloé Robichaud                | Canadá                      |
| The Diver                               | The Diver                                      | Jamie Helmer, Michael Leonard  | Francia, Australia          |
| Dogs Barking at Birds                   | Cães que ladram aos pássaros                   | Leonor Teles                   | Portugal                    |
| Give Up the Ghost                       | Give Up the Ghost                              | Zain Duraie                    | Jordania, Suecia            |
| Kingdom Come                            | Kingdom Come                                   | Sean Robert Dunn               | Reino Unido                 |
| Sand                                    | Morae                                          | Kim Kyung-rae                  | Corea del Sur               |
| Sh_t Happens                            | Sh_t Happens                                   | David Štumpf, Michaela Mihályi | República Checa, Eslovaquia |
| Superheroes Without Superpowers         | Supereroi senza superpoteri                    | Beatrice Baldacci              | Italia                      |
| The Tears Thing                         | Le coup des larmes                             | Clémence Poésy                 | Francia                     |
| Roqaia                                  | Roqaia                                         | Diana Saqeb Jamal              | Afganistán, Bangladés       |

#### Fuera de Competición
| Título español | Título original | Director(es)         | País de producción |
| -------------- | --------------- | -------------------- | ------------------ |
| Condor One     | Condor One      | Kevin Jerome Everson | EE. UU.            |
| GUO4           | GUO4            | Peter Strickland     | Hungría            |

## Venezia Classici
Las siguientes películas fueron seleccionadas para ser proyectadas en la sección  Venezia Classici:

### Películas restauradas
| Título español                       | Título original                   | Director(es)         | País de producción   |
| ------------------------------------ | --------------------------------- | -------------------- | -------------------- |
| Crash (1996)                         | Crash (1996)                      | David Cronenberg     | Canadá               |
| Ensayo de un crimen (1955)           | Ensayo de un crimen (1955)        | Luis Buñuel          | México               |
| La muerte de un burócrata (1966)     | La muerte de un burócrata (1966)  | Tomás Gutiérrez Alea | Cuba                 |
| Ecstasy (1933)                       | Extase                            | Gustav Machatý       | Checoslovaquia       |
| Francisca (1981)                     | Francisca (1981)                  | Manoel de Oliveira   | Portugal             |
| La cosecha estéril (1962)            | La commare secca                  | Bernardo Bertolucci  | Italia               |
| The House Is Black (1962)            | خانه سیاه است / Khaneh siah ast   | Forough Farrokhzad   | Irán                 |
| El increíble hombre menguante (1957) | The Incredible Shrinking Man      | Jack Arnold          | EE. UU.              |
| Maria Zef (1981)                     | Maria Zef (1981)                  | Vittorio Cottafavi   | Italia               |
| Mauri (1988)                         | Mauri (1988)                      | Merata Mita          | Nueva Zelanda        |
| New York, New York (1977)            | New York, New York (1977)         | Martin Scorsese      | EE. UU.              |
| Caído del cielo (1980)               | Out of the Blue                   | Dennis Hopper        | Canadá, EE. UU.      |
| The Red Snowball Tree (1973)         | Калина красная / Kalina krasnaya  | Vasily Shukshin      | Unión Soviética      |
| Sodrásban (1964)                     | Sodrásban (1964)                  | István Gaál          | Hungría              |
| La estrategia de la araña (1970)     | Strategia del ragno               | Bernardo Bertolucci  | Italia               |
| The Hills of Marlik (1964)           | تپه‌های مارلیک / Tappe-haye Marlik | Ebrahim Golestan     | Irán                 |
| Tiro al piccione (1961)              | Tiro al piccione (1961)           | Giuliano Montaldo    | Italia               |
| Tomorrow Is My Turn (1960)           | Le Passage du Rhin                | André Cayatte        | Francia, RFA, Italia |
| Way of a Gaucho (1952)               | Way of a Gaucho (1952)            | Jacques Tourneur     | EE. UU.              |
| El jeque blanco (1952)               | Lo sceicco bianco                 | Federico Fellini     | Italia               |

### Documentales
| Título español                                                   | Título original                                                  | Director(es)                         | País de producción |
| ---------------------------------------------------------------- | ---------------------------------------------------------------- | ------------------------------------ | ------------------ |
| 800 Mal Einsam - Ein Tag mit dem Filmemacher Edgar Reitz (2019)  | 800 Mal Einsam - Ein Tag mit dem Filmemacher Edgar Reitz (2019)  | Anna Hepp                            | Alemania           |
| Andrey Tarkovsky: A Cinema Prayer                                | Andrey Tarkovsky: A Cinema Prayer                                | Andrey Tarkovsky Jr.                 | Rusia              |
| Babenco - Alguém tem que ouvir o coração e dizer: parou          | Babenco - Alguém tem que ouvir o coração e dizer: parou          | Bárbara Paz                          | Brasil             |
| Boia, maschere e segreti: L'horror italiano degli anni sessanta  | Boia, maschere e segreti: L'horror italiano degli anni sessanta  | Steve Dalla Casa                     | Italia             |
| Fellini fine mai                                                 | Fellini fine mai                                                 | Eugenio Cappuccio                    | Italia             |
| Fulci for Fake                                                   | Fulci for Fake                                                   | Simone Scafidi                       | Italia             |
| Life As a B-movie: Piero Vivarelli                               | Life As a B-movie: Piero Vivarelli                               | Fabrizio Laurenti, Niccolò Vivarelli | Italia             |
| Leap of Faith: William Friedkin on The Exorcist                  | Leap of Faith: William Friedkin on The Exorcist                  | Alexandre O. Philippe                | EE. UU.            |
| Se c'è un aldilà sono fottuto: Vita e cinema di Claudio Caligari | Se c'è un aldilà sono fottuto: Vita e cinema di Claudio Caligari | Simone Isola, Fausto Trombetta       | Italia             |

## Sconfini
Las siguientes películas fueron seleccionadas para proyectarse en la sección Sconfini:
| Título español                          | Título original                         | Director(es)                        | País de producción           |
| --------------------------------------- | --------------------------------------- | ----------------------------------- | ---------------------------- |
| American Skin                           | American Skin                           | Nate Parker                         | EE. UU.                      |
| Beyond the Beach: The Hell and the Hope | Beyond the Beach: The Hell and the Hope | Graeme A. Scott, Buddy Squires      | Reino Unido                  |
| Chiara Ferragni – Unposted              | Chiara Ferragni – Unposted              | Elisa Amoruso                       | Italia                       |
| Effetto domino                          | Effetto domino                          | Alessandro Rossetto                 | Italia                       |
| Once More Unto the Beach                | Il varco                                | Federico Ferrone, Michele Manzolini | Italia                       |
| The Scarecrows                          | Les épouvantails                        | Nouri Bouzid                        | Túnez, Marruecos, Luxemburgo |

## Secciones autónomas

### Semana Internacional de la Crítica
Las siguientes películas fueron seleccionadas para ser proyectadas para la 34.ª Semana de la Crítica (en italiano: Settimana Internazionale della Critica):
En competición
| Título español/inglés | Título original | Director(es)         | País de producción         |
| --------------------- | --------------- | -------------------- | -------------------------- |
| All This Victory      | Jeedar el sot   | Ahmad Ghossein       | Lebanon, Francia, Catar    |
| Parthenon             | Partenonas      | Mantas Kvedaravičius | Lituania, Ucrania, Francia |
| The Prince            | El príncipe     | Sebastián Muñoz      | Chile, Argentina, Bélgica  |
| Psychosia             | Psykosia        | Marie Grahtø         | Dinamarca, Finlandia       |
| Rare Beasts           | Rare Beasts     | Billie Piper         | Reino Unido                |
| Scales                | Sayidat al Bahr | Shahad Ameen         | EAU, Irak, Arabia Saudí    |
| Tony Driver           | Tony Driver     | Ascanio Petrini      | Italia, México             |

| Pases especiales – Fuera de competición | Pases especiales – Fuera de competición | Pases especiales – Fuera de competición | Pases especiales – Fuera de competición |
| Título español                          | Título original                         | Director(es)                            | País de producción                      |
| --------------------------------------- | --------------------------------------- | --------------------------------------- | --------------------------------------- |
| Bombay Rose (opening film)              | Bombay Rose (opening film)              | Gitanjali Rao                           | India, Reino Unido, Francia             |
| Sanctorum (closing film)                | Sanctorum (closing film)                | Joshua Gil                              | México, República Dominicana, Catar     |

### Giornate degli Autori
Las siguientes películas fueron seleccionadas para ser proyectadas en la 16.ª edición de la Giornate degli Autori:
Sección oficial
| Título español/inglés           | Título original                        | Director(es)        | País de producción                        |
| ------------------------------- | -------------------------------------- | ------------------- | ----------------------------------------- |
| 5 is the Perfect Number         | 5 è il numero perfetto                 | Igort               | Italia, Bélgica, Francia                  |
| Arab Blues                      | Un divan à Tunis                       | Manele Labidi Labbé | Túnez, Francia                            |
| Beware of Children              | Barn                                   | Dag Johan Haugerud  | Noruega, Suecia                           |
| A Bigger World                  | Un monde plus grand                    | Fabienne Berthaud   | Francia, Bélgica                          |
| Corpus Christi                  | Boże Ciało                             | Jan Komasa          | Polonia, Francia                          |
| La Llorona                      | La Llorona                             | Jayro Bustamante    | Guatemala, Francia                        |
| Lingua Franca (opening film)    | Lingua Franca (opening film)           | Isabel Sandoval     | EE. UU., Philippines                      |
| The Long Walk                   | Bor Mi Vanh Chark (ບໍ່ມີວັນຈາກ)            | Mattie Do           | Laos                                      |
| Only the Animals                | Seules les bêtes                       | Dominik Moll        | Francia, Alemania                         |
| You Will Die at 20              | You Will Die at 20                     | Amjad Abu Alala     | Sudán, Francia, Egipto, Alemania, Noruega |
| They Say Nothing Stays the Same | Aru sendo no hanashi (ある 船頭 の 話) | Joe Odagiri         | Japón                                     |

Fuera de competición
| Título español/inglés              | Título original       | Director(es) | País de producción |
| ---------------------------------- | --------------------- | ------------ | ------------------ |
| Time of the Untamed (closing film) | Les chevaux voyageurs | Bartabas     | Francia            |

Pases especiales
| Título español/inglés       | Título original                   | Director(es)                   | País de producción |
| --------------------------- | --------------------------------- | ------------------------------ | ------------------ |
| Burning Cane                | Burning Cane                      | Phillip Youmans                | EE. UU.            |
| House of Cardin             | House of Cardin                   | P. David Ebersole, Todd Hughes | EE. UU.            |
| Mondo Sexy                  | Mondo Sexy                        | Mario Sesti                    | Italia             |
| My Brother Chases Dinosaurs | Mio fratello rincorre i dinosauri | Stefano Cipani                 | Italia, España     |
| Il prigioniero              | Il prigioniero                    | Federico Olivetti              | Italia             |
| Scherza con i fanti         | Scherza con i fanti               | Gianfranco Pannone             | Italia             |

Miu Miu Women's Tales
| Título español/inglés | Título original | Director(es) | País de producción  |
| --------------------- | --------------- | ------------ | ------------------- |
| #17 Shako Mako        | #17 Shako Mako  | Hailey Gates | Italia, EE. UU.     |
| #18 Brigitte          | #18 Brigitte    | Lynne Ramsay | Italia, Reino Unido |

## Premios

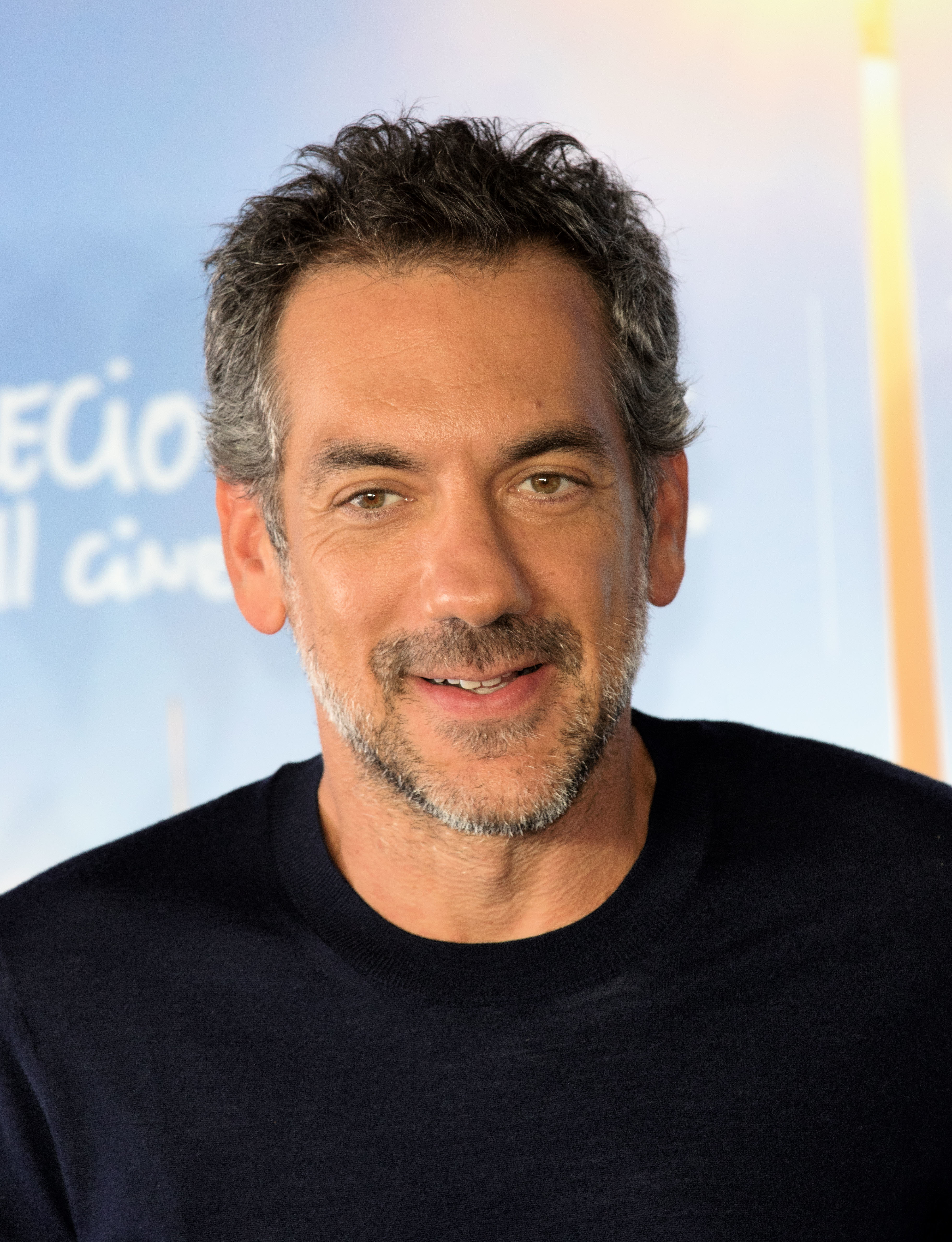
Todd Phillips, ganador del León de Oro

Los siguientes premios fueron presentados en la 76.ª edición:

### Selección oficial
En competición
- León de Oro: Joker de Todd Phillips
- Gran Premio del Jurado: El oficial y el espía, de Roman Polanski
- León de plata: Roy Andersson por About Endlessness
- Copa Volpi
  - Copa Volpi a la mejor actriz: Ariane Ascaride por Gloria Mundi
  - Copa Volpi al mejor actor: Luca Marinelli por Martin Eden
- Premio Osella al mejor guion: No.7 Cherry Lane, de Yonfan
- Premio Especial del Jurado: The Mafia Is No Longer What It Used to Be de Franco Maresco
- Premio Marcello Mastroianni: Toby Wallace, Babyteeth

Horizontes (Orizzonti)
- Mejor película: Atlantis de Valentyn Vasyanovych
- Mejor director: Théo Court por Blanco en blanco
- Premio especial del Jurado: Verdict de Raymund Ribas Gutierrez
- Mejor actriz: Marta Nieto por Madre
- Mejor actor: Sami Bouajila por Un fils
- Mejor guion: Revenir de Jessica Palud
- Premio Horizontes para Mejor Cortometraje: 'Darling de Sam Sadiq

León del Futuro
- Premio Luigi De Laurentiis para una película debut: You Will Die at 20 de Amjad Abu Alala

Premios Venezia Classici
- Mejor documental: Babenco: Tell Me When I Die
- Mejor película restaurada: Ecstasy (1933)

Premios especiales
- León Dorado a la trayectoria: Pedro Almodóvar y Julie Andrews

### Premios independientes
Venice Days
- Premio SIAE Award: Marco Bellocchio por Il traditore[19]
- Premio de Giornate degli Autori: La Llorona de Jayro Bustamante
- Europa Cinemas Label: Corpus Christi de Jan Komasa

Premios autónomos
- Prmeio Fondazione Mimmo Rotella: Donald Sutherland y Mick Jagger por The Burnt Orange Heresy
- Premio Campari Passion for the Cinema : Luca Bigazzi por The New Pope
- Premio Bresson : Lucrecia Martel